# Чжоу Цзожень
Чжоу Цзожень (кит. 周作人, піньїнь: Zhōu Zuòrén; 16 січня 1885, Шаосін, Китай — 6 травня 1967, Пекін) — китайський поет, літературний критик та перекладач ХХ століття, молодший брат поета Лу Сіня.

## Раннє життя
Чжоу Цзожень народився в уїзді Куайцзи Шаосінської управи в провінції Чжецзянь за часів династії Цін. Він здобув класичну на той час освіту і навчався в Цзінанській морській академії. У 1906 році разом зі своїм братом Чжоу Цзожень вирушив на навчання до Японії, де вони вивчали японську літературу та давньогрецьку мову. Саме в Японії він вперше почав перекладати тексти з давньогрецької на китайську. Після повернення в Китай у 1911 році, Чжоу Цзожень став викладачем Пекінського університету.

## Рух 4 травня
Чжоу Цзожень писав статті для китайського журналу «Сінь ціннань», який відігравав важливу роль у русі за нову культуру, який виник вслід за рухом 4 травня. У своїх статтях Чжоу Цзожень критикував насильницькі рухи влади Китаю. Головною причиною таких подій поет вважав тогочасну культуру та інтелектуалів. Чжоу Цзожень виступав за гуманістичну літературу, яка «заперечувала будь-який миропорядок, що йшов у розріз з людською природою». Також він засуджував традиційні елітарні види мистецтва, як, наприклад Пекінська опера, називаючи її претензійною та огидною.

## Пізній період
Під час Японсько-китайської війни (1937—1945 рр.), Чжоу залишався у Пекіні та працював у відомстві освіти та просвітництва, яке підпорядковувалося японській окупаційній владі, через що згодом був осуджений за колабораціонізм та отримав вирок до смертної кари. Пізніше вирок замінили на довготривале тюремне ув'язнення. Попри винесений вирок, уже в 1949 році Чжоу Цзожень вийшов на волю. Він продовжив працювати в Пекіні, писав короткі есе та займався перекладом художніх творів з давньогрецької та японської мов. Чжоу встиг перекласти трагедію Евріпіда, вірші Сапфо. Особливо він проявляє зацікавленість до міфології та фольклору. Він був першоперекладачем на китайську мову для багатьох творів, таких як «Алі-Баба та сорок розбійників».
Чжоу Цзожень помер у Пекіні в 1967 році у віці 82 років.